# Église de Reisjärvi
L'église de Reisjärvi (en finnois : Reisjärven kirkko) est une église luthérienne située à Reisjärvi en Finlande.